# برايان كووغان (سياسي)
برايان كووغان هو سياسي أمريكي، ولد في 1970. نشط حزبياً في الحزب الديمقراطي. وقد انتخب عضو مجلس نواب رود آيلاند ‏.